# Aeropuerto Internacional de Stephenville
El Aeropuerto Internacional de Stephenville (del inglés: Stephenville International Airport) (IATA: YJT, OACI: CYJT) está ubicado a 1.5 MN (2.8 km; 1.7 mi) al sureste de Stephenville, Terranova y Labrador, Canadá. Fue construida por la Fuerza Aérea de los Estados Unidos y en un principio fue conocida como Base Aérea Ernest Harmon entre 1941 y 1966.
Este aeropuerto es clasificado por NAV CANADA como un puerto de entrada y es servido por la Canada Border Services Agency. Los oficiales de CBSA pueden atender aviones de hasta 30 pasajeros(o más).

## Aerolíneas y destinos
- Provincial Airlines
  - St. John's / Aeropuerto Internacional de San Juan de Terranova
  - Deer Lake / Aeropuerto de Deer Lake
- Sunwing Airlines
  - Toronto / Aeropuerto Internacional de Toronto-Pearson